# Émile de Strycker
Émile de Strycker (* 27. Dezember 1907 in Antwerpen; † 19. April 1978 ebenda) war ein belgischer Klassischer Philologe und Jesuit.

## Leben
Strycker trat 1925 in die Gesellschaft Jesu ein und wurde 1932 zum Griechischlehrer seiner jungen Mitbrüder ernannt. Von 1934 bis 1936 absolvierte er eine eigene philologische Ausbildung an der Katholieke Universiteit Leuven. Nach dem Ende seines Theologiestudiums unterrichtete er von 1941 bis 1958 viele Generationen von Jesuiten in griechischer Sprache und Literatur, griechischer Philosophie (besonders Platon), griechischer Geschichte und politischen Institutionen.
1959 wurde er Dozent am St.-Johannes-Berchmans-Kolleg in Heverlee. Im Jahr 1961 erfolgte die Promotion mit einer Dissertation zum Thema La forme la plus ancienne du Protévangile de Jacques. Im gleichen Jahr nahm er an der Gründung der Facultés universitaires de Philosophie et Lettres Saint-Ignac – eine der drei Vorgängereinrichtungen der 2003 gegründeten Universität Antwerpen – teil. Die Koninklijke Vlaamse Academie van België voor Wetenschappen en Kunsten wählte ihn 1963 zum korrespondierenden, 1967 zum ordentlichen Mitglied. 1971 wurde er Präsident der Société belge d`Études byzantines, der belgischen Gesellschaft für byzantinische Studien, der er bis zu seinem Tod vorstand.

## Schriften (Auswahl)
- La forme la plus ancienne du Protévangile de Jacques. Recherches sur le Papyrus Bodmer 5, avec une édition critique du texte grec et une traduction annotée. En appendice, les versions arméniennes traduites en latin par H. Quecke, S. J. (= Subsidia Hagiografica. Band 33). Société des Bollandistes, Brüssel 1961.
- De griekse handschriften van het Protevangelie van Jacobus. De Protevangelii Iacobi codicibus graecis (= Mededelingen van de Koninklijke Vlaamse Academie voor Wetenschappen, Letteren en Schone Kunsten van België, Klasse der Letteren. Jahrgang 30). Paleis der Academiën, Brüssel 1968, OCLC 256959309.
- Enkele beschouwingen over de Griekse filosofie in haar verhouding tot de antieke cultuur en tot het moderne denken (= Mededelingen van de Koninklijke Vlaamse Academie voor Wetenschappen, Letteren en Schone Kunsten van België, Klasse der Letteren. Jahrgang 34). Paleis der Academiën, Brüssel 1972, OCLC 251420354.
- De kunst van het gesprek. Wat waren de dialogen van Plato? De Nederlandsche Boekhandel, Antwerpen / Amsterdam 1976, ISBN 90-289-0143-4.
- Précis d’histoire de la philosophie ancienne. Peeters, Löwen 1978, ISBN 2-8017-0089-4.
- mit Simon Slings: Plato’s Apology of Socrates: A Literary and Philosophical Study with a Running Commentary. Edited and compiled from the papers of the late É. de Stryker (= Mnemosyne. Supplement 137). Brill, Leiden / New York / Köln 1994, ISBN 90-04-10103-9.